# 波尼克斯裝甲戰鬥車
波尼克斯裝甲戰鬥車（英語：Bionix），為新加坡陸軍國產的裝甲戰鬥車輛，由今新加坡科技動力有限公司（新加坡科技工程有限公司子公司）研製，1997年服役，為東南亞產製的首種裝甲車輛，已發展出Bionix 25、Bionix II和Bionix 40/50等型號。

## 型號

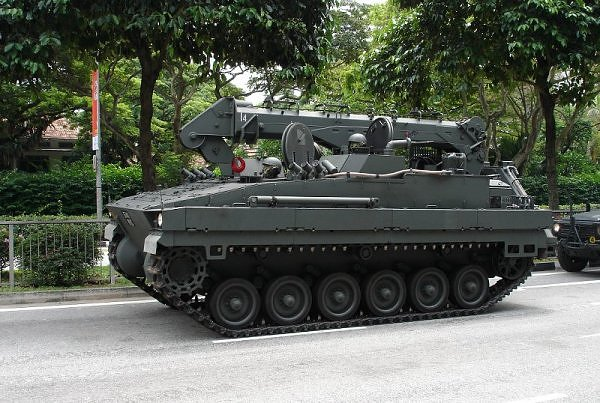
Bionix ARV（裝甲回收車）

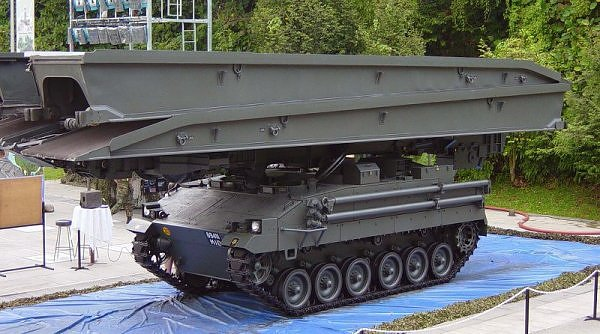
Bionix AVLB（裝甲架橋車）

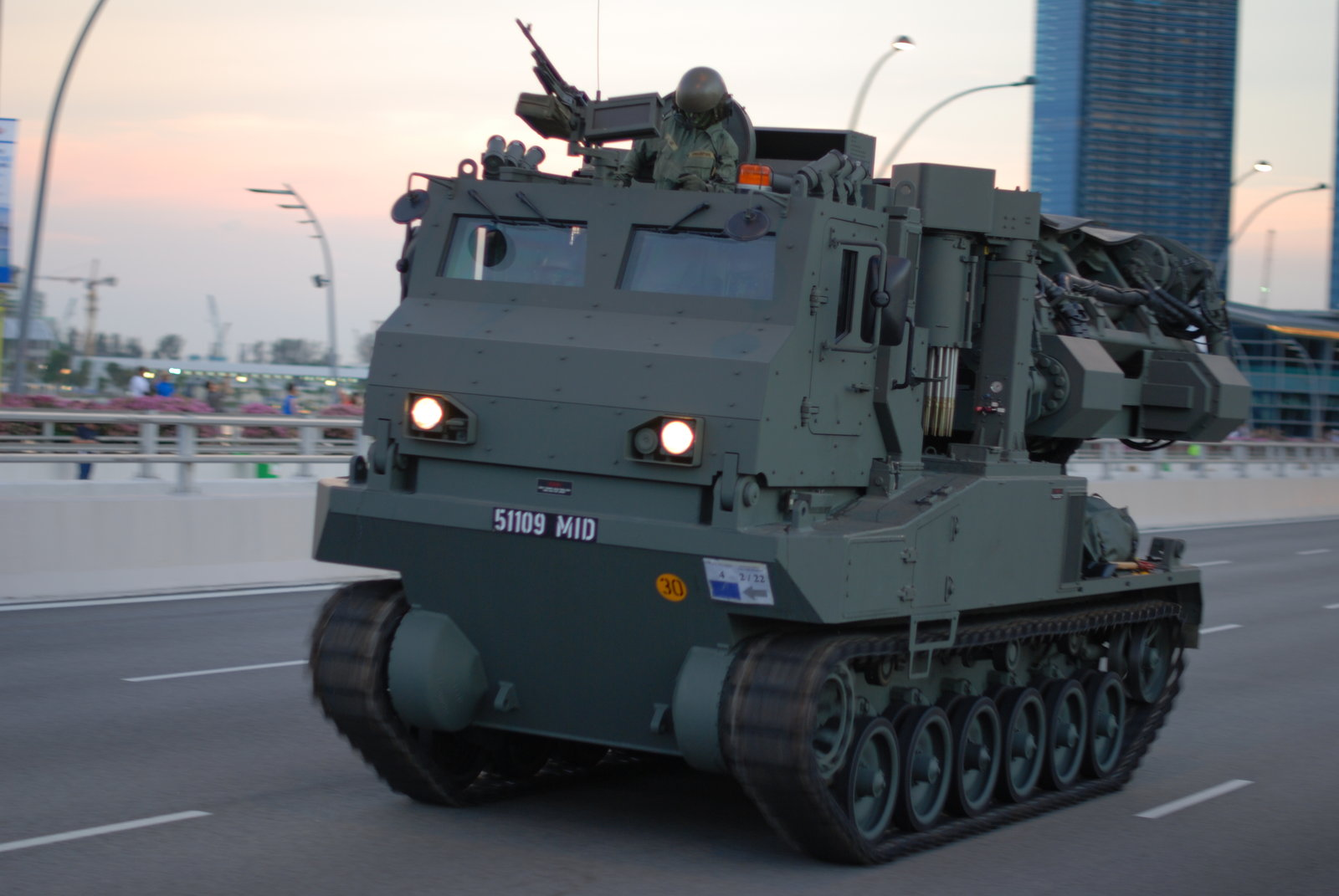
Trailblazer（掃雷型）

波尼克斯各型號：

### 原型
- XV1/XV2：XV1於1989年8月成形、1990年1月出廠；使用新設計的XV2和XV3分別於1990年12月和1991年3月出廠，至1997年共製造9輛實驗/原型車。

- Infantry Carrier Vehicle (ICV)：步兵戰鬥型，曾參與競標2001年美國陸軍過渡性旅級戰鬥部隊（Interim Brigade Combat Team，IBCT），但隨後由於轉為採購重輛成本較低的輪型裝甲車並在同年11月由加拿大通用動力的LAV-3[note 1]得標，故從未量產；此型砲塔改為配置遙控武器站，主武裝為12.7 mm白朗寧M2重機槍，次要武裝可選配7.62 mm機槍或40 mm榴彈發射器，且重量大幅減輕至17噸因此可以C-130運輸機空運[note 2]。

- Bionix Light Tank：為汰換AMX-13 SM1新加坡動力科技曾與聯合防衛公司（英语：United Defense）合作以波尼克斯底盤裝設105 mm或120 mm砲塔，即擴展型波尼克斯或通用戰鬥車輛底盤[note 3]，曾嘗試裝備奧托梅萊拉120 mm砲塔但以失敗收場[3]，日後新加坡在2006年12月決定採購二手豹2A4[4]，並未採購此型。

### 量產
- Bionix 25：首種量產型，主要武裝配備25 mmM242巨蝮式鏈炮和2挺7.62 mm機槍，至多可搭載11名士兵，首批於1997年9月交付新加坡陸軍，生產作業持續至2001年，總計生產300輛。

- Bionix 40/50：安裝一座雙武器砲塔，武裝包含CIS 40 AGL自動榴彈發射器、CIS 50MG重機槍和M240通用機槍，生產約300輛。

- Bionix II： 升級型，2000代初期由新加坡國防科技局和新加坡科技工程有限公司共同開發，主要武裝換裝為30 mmMk 44巨蝮二式鏈炮，穿甲力提升50%，對動能穿甲彈等防護力也提升50%，加裝新型整合式戰鬥管理系統與數位通信傳輸系統，能在各單位間傳遞即時戰場情資與圖像，提升戰場生存能力[note 4][5]，Bionix II亦更新日夜間瞄準系統（DNTSS），具有紅外線熱影像儀與有效距離達3km的新雷射測距儀[6]，2006年開始於新加坡陸軍中服役。

- Bionix ARV：裝甲回收車型，由2名乘員操作MLC-30水平伸展橋材，伸展全長22公尺。

- Bionix AVLB：裝甲架橋車型，配備一座牽引力25噸重的主絞盤與舉升能力30噸的吊臂。

- Bionix Counter-Mine Vehicle (Trailblazer)：掃雷車，稱為「Trailblazer」[7]。

## 使用國
新加坡
- 新加坡陸軍

## 備註
1. ↑  即今史崔克裝甲車
2. ↑  空運能力亦是過渡性旅級戰鬥部隊（Interim Brigade Combat Team，IBCT）案需求
3. ↑  相關型：教長自走炮
4. ↑  配備此系統的各戰鬥部隊與指揮單位能迅速獲得完整的戰場動態圖像，Bionix II配備的精密資訊與電腦系統均為開放式架構同時大量運用商規組件。

## 資料來源
1. ↑  . mdc.   [2019-08-11]. （原始内容存档于2019-08-11） （中文）.
2. ↑   (PDF). ST Kinetics.   [2008-09-29]. （原始内容 (PDF)存档于2011-09-28）.
3. ↑  . Jane's International Defence Review. 2004-04-05  [2008-09-29]. （原始内容存档于September 27, 2007）.
4. ↑  . Agence France-Presse. 2006-11-12  [2008-09-29]. （原始内容存档于2012-12-08）.
5. ↑   (PDF). ST Electronics Review.   [2008-09-29]. （原始内容 (PDF)存档于2007-09-28）.
6. ↑  .   [2019-08-12]. （原始内容存档于2017-03-29）.
7. ↑   (PDF). DTA Horizons 2009.   [2009-07-15].[永久]

## 外部連結
- Bionix page @ ST Engineering
- MINDEF Factsheet - Bionix IFV
- SAF’s First Infantry Fighting Vehicle Armoured Battle Group is Operational （页面存档备份，存于）
- Jane's: Bionix （页面存档备份，存于）
- Bionix IFV specifications at one35th.com （页面存档备份，存于）